# Eduardo Riedel
Eduardo Riedel (Río de Janeiro, 5 de julio de 1969) es un empresario y político brasileño, gobernador de Mato Grosso del Sur desde el 1 de enero de 2023 y vicepresidente del Partido de la Social Democracia Brasileña desde febrero de 2023.
Nacido en Río de Janeiro, Brasil, el 5 de julio de 1969, hijo de Seila García Côrrea y Nelson Riedel, se graduó en la Universidad Federal de Río de Janeiro, la Fundación Getúlio Vargas y el Instituto Europeo de Administración de Empresas.
Fue Secretario de Estado de Infraestructura de Mato Grosso del Sur del 22 de febrero de 2021 al 2 de abril de 2022. Riedel fue presidente del Sindicato de Maracaju, Mato Grosso del Sur, en 1999 y vicepresidente de la Federación de Agricultura y Ganadería de Mato Grosso del Sur, y también fue director de la Confederación Nacional de Agricultura (CNA). Entre 2012 y 2014 fue presidente de Famasul, poco después, ocupó el cargo de Secretario de Estado de Gobierno y Gestión Estratégica de Mato Grosso del Sur durante el gobierno de Reinaldo Azambuja, cargo en el que permaneció hasta 2021 En julio de 2021 fue designado por Reinaldo Azambuja, como presidente del Comité de Dirección del Programa de Seguridad y Salud en la Economía (Proseguir).
En 2022, participó en las elecciones estatales de Mato Grosso del Sur como candidato a gobernador con José Carlos Barbosa.

## Carrera
Riedel nació en Río de Janeiro el 5 de julio de 1969, hijo de Seila García Côrrea y Nelson Riedel.
En 1995 asumió la administración de la propiedad rural de la familia en Maracaju, adquiriendo experiencia gerencial. Desde entonces, ha ocupado puestos relacionados con la gestión.
En 2015, Riedel renunció al cargo de director presidente de Famasul (2012-2014), asumiendo la titularidad de la Secretaría de Estado de Gobierno y Gestión Estratégica de Mato Grosso do Sul, en el gobierno de Reinaldo Azambuja, cargo en el que permaneció hasta 2021.
Durante la pandemia de Covid-19, en 2020, el gobierno de Mato Grosso do Sul, con el apoyo de la Organización Panamericana de la Salud, creó el Programa Salud y Seguridad en la Economía, que tuvo como objetivo informar datos e indicadores a la sociedad, así como desarrollar acciones más eficientes ante los impactos de la Covid-19 en el estado de Mato Grosso do Sul.
Para coordinar y administrar este proyecto, el gobernador Reinaldo Azambuja designó en julio de 2021 a Riedel como presidente del Comité Directivo del Programa de Salud y Seguridad para la Economía.

### Candidato a la gobernación de Mato Grosso do Sul
En 2022, participó en las elecciones estatales de Mato Grosso do Sul para gobernador con Barbosinha para vicegobernador.
El 2 de octubre de 2022 obtuvo 361.981 votos (25,16%) y pasó a la segunda vuelta con el candidato Renan Contar.
El 30 de octubre de 2022 fue electo gobernador de Mato Grosso do Sul, derrotando a Renan Contar.

## Vida personal
En 1994 se casa con Mônica Morais con quien tiene dos hijos: Marcela y Rafael.